# Serbien og den 1. Verdenskrig
Serbien (Jugoslavien) og den 1. verdenskrig (1914-1918)

## Optakt til 1. verdenskrig
Ved slutningen af det 19. århundrede kommer der store fremskridt i videnskaben og teknikken. Dette tillader hurtigt fremgang i industriens fremstilling, som resultat hvor kapitalismen skiftede til den højeste fase i sin udbredelse – imperialismen. I imperialismens tid kommer til fulde forskellen fra den ulige fremgang i verden. I denne tid, vigtig faktor bliver monopoler i den økonomiske og politiske liv, i de førende imperialistiske lande. De er ikke tilfredse kun med monopolet i deres lande, men de havde forberedt sig for magtovertagelse over verdens produktion og marked. 
Parallelt med den økonomiske, skærpedes kampen om den territoriale deling af verden mellem de store imperialistiske lande. Det var kampen for kolonierne hvor de kunne placere deres industriprodukter og kapital, og hvorfra de kunne forsyne sig med råstoffer til deres industri og billig arbejdskraft. Disse mål førte til skærpelse af forholdene mellem de imperialistiske lande. Ved slutningen af 19. århundrede og begyndelsen af 20. århundrede, i den imperialistiske tid, ved siden af de daværende store imperialistiske lande som Storbritannien, Frankrig, Rusland, vokser i verden nye kapitalistiske lande som karakteriserer sig med hurtig industri fremgang, som: Tyskland, Italien, Østrig-Ungarn og Osmanniske imperium, som senere begyndte at koble sig ind i den økonomiske og territoriale deling i de interessante himmelstrøg og kolonier i verden. Verden var, indtil da, delt mellem de tidligere imperialistiske lande: Storbritannien, Frankrig, og Rusland. De nyere imperialistiske lande, utilfredse med den daværende deling af de interessante områder og kolonier, forlangte at der blev lavet en ny deling af verden, eftersom de ikke havde kolonier, råstoffer, billig arbejdskraft og markeder. Dette var grunden til at ved slutningen af 19. århundrede og begyndelsen af 20. århundrede førtes flere imperialistiske lokale krige, som:

Den spansk-amerikanske krig 1898;

Den anden boerkrig 1899-1902;

Den russisk-japanske krig 1904-05;

Den Italienske-Tyrkiske 1911-1912;

Den Balkanske krig 1912-1913

I ønsket om ny deling af verdensmarkedet, råstofferne og billig arbejdskraft, særligt aggressiv blev Tyskland, som ved slutningen af 19. århundrede og starten af 20. århundrede havde den største industri men mindst kolonier. Men da Tyskland indså at dette spørgsmål ikke kunne løses ad fredelig vej med aftaler, begyndte landet at gøre sig klar til krig. For at nå til sine mål, begyndte de at danne fællesskab med andre lande, som også var utilfredse med daværende deling af kolonierne. Mellem disse lande i Europa indgik Østrig-Ungarn og Italien. Østrig-Ungarn ønskede at brede sig og stå stærkere på Balkan, på de balkanske landes regning, mens Italien havde endnu større ambitioner; at brede sig ikke kun på Balkan, men også i Middelhavet og Afrika. 
Efter lange forhandlinger, mellem disse lande kaldet Central-magterne, indgik: Tyskland, Østrig-Ungarn og Italien, med senere tilslutning af Bulgarien og Det osmanniske imperium.

Fællesskabet af Central-magterne var for det første rettet mod de ældre imperialistiske stater Storbritannien, Frankrig og Rusland. For at forsvare deres koloniherskab og for at tage lidt mere til sig, slækkede disse lande på deres uenighed og i 1907 dannede en anden militær pagt kaldet Det andet entante, hvor senere indtrådte mange andre lande. Således dannedes to imperialistiske militærpagter, som kraftig rustede op og gjorde sig klar til krig.

Krigsforberedelserne af disse to imperialistiske pagter foregik med hurtigt tempo. Central-magterne var hurtigere klar, især Tyskland, og ønskede at benytte dette forspring. Derfor søgte de en grund til at starte krigen.

## Begrundelsen- og begyndelse af krigen
Som grund til at starte krigen, benyttede landene af central-magten attentatet i Sarajevo, som skete den 28. juni 1914, når den 19-årige serbiske student Gavrilo Princip som var medlem af den revolutionere ungdomsbevægelse "Den unge Bosnien", skød den Østrig-Ungarske tronfølger Franz Ferdinand og hans kone Sophie. Dette attentat, var en god grund til at realisere de Østro-Ungarske imperialistiske mål om at invadere lande i balkan, da de i slutningen af det 19-århundrede militært overtog Bosnien sammen med det osmanniske rige, men efter det andet balkanske krig, så overtog de Bosnien totalt i 1912. Serbien og Montenegro blev hovedhindringen for realisationen af disse Østrisk-Ungarske krigsmål, og derfor måtte de ødelægges. For realisation af disse mål, havde Østrig-Ungarn støtten fra Tyskland. Den 23. juli 1914, sender Østrig-Ungarn et ultimatum til Serbien, med beskyldning at have organiseret attentatet og med krav som umuligt kunne accepteres. 
Den Serbiske regering var overraskende åbne over for dette ultimatum, dog ønskede de ikke østrig-ungarsk indvirken i forfølgelse af attentatet. Det var nok til at Østrig-Ungarn ærklærede krig og den 28. juli 1914 (en måned efter attentatet), Østro-Ungarn invadere Serbien og deres armèer gik ind i Serbien. Det Østrig-Ungarske angreb på Serbien, blev starten af en krig der skulle visse sig at være den største krig man har set på det tidspunkt med et narretiv der senere blev kaldt får "krigen der slutter alle krige" 
Således, Serbien som var angrebet, spurgte Rusland om at hjælpe Serbien med invasionen. Den Russiske deltagelse blev grunden til at Tyskland, den 1. august 1914 erklærede krig mod Rusland. Den 3. august 1914, Tyskland erklærede krig mod Frankrig og den 4. august 1914, men frankrig havde allerede byggede den populært kaldet maginot-linje langs den daværende tysk-franske grænse, som fik tyskland til at erklære krig mod Belgien og Luxembourg, som fik Storbritannien promte til at erklære krig mod Tyskland. Samtidigt Montenegro erklærede Østrig-Ungarn krig. Japan som var allierede med Storbritannien erklærede krig mod de tyske kolonier i oceanien og i Qing dynastiet, med narretivet om at Japan ønskede de Tyske kolonier under japanske hænder, erklærede den 23. august 1914 Tyskland krig. I oktober 1914 træder Tyrkiet ind i krigen på central-magternes side. Italien som var medlem af den tredje forening, blev i dette moment neutral, det ændte hurtigt ud i et kaos som var et resultat af flere hundredetusinder af tabte liv. Således sammenstødet som begyndte på Balkan, bredte sig i Europa, Asien og Afrika, fik global eftervirkning.

## Krigsoperationer i den første verdenskrig til slutningen af året 1916
Allerede fra starten af den 1. verdenskrig, opstod flere fronter i Europa: Vest, Øst, Balkan, Kaukasus og senere den Italienske (ved floden Soča (på jugoslavisk) eller Isonzo (på italiensk)) og Makedonske (Solun) front. De vigtige og afgørende kampe blev ført på Vest og- Østfronten.

På Vestfronten førtes kampene mellem den Tyske arme på den ene side og den Franske og Engelske arme, og ved indtræden af USA i krigen også den Amerikanske arme på den anden side.

På denne front førtes Tyskernes hovedangreb. Tyskland okkuperede overraskende Belgien som var neutral. Over det Belgiske territorium, kom den tyske arme ind i Frankrig i to retninger: mod Le Mans for at stoppe landgangen af eventuelle nye styrker fra den Engelske arme, den anden mod Paris. 
Frankrig, som ikke forventede angreb fra den Belgiske side, var nødt til at trække sig tilbage til en ny forsvarsstilling ved floden Marne, hvorfra den 5 til 9. september 1914 er ført et af de største slag i 1. verdenskrig. I dette slag, på begge sider deltog mere end 1,5 million soldater. I slaget ved floden Marne, sejrede Franskmændene, da det lykkedes dem at stoppe den tyske fremmarch, og med det faldt den tyske plan om at besejre Frankrig. Krigen på Vestfronten fik derefter stillings (skyttegrav) karakter. 
På Østfronten gik den russiske armé, selvom den var dårligt bevæbnet, i offensiven mod Tyskland og mod Østrig-Ungarn. På den Tyske del af fronten, lykkedes den russiske armé at trænge ind i Østpreussen. Tyskerne kunne, med de sidste kræfter, ved slutningen af 1914 besejre den russiske armé og standse dennes fremgang i slagene ved de Masuriske søer og Tannenberg og tvinge dem på tilbagetog. På den østrig-ungarske del af fronten, kom de russiske soldater langt ind i Østrig-Ungarn i Galicien og Bukovina (områder i Ukraine), frem til byen Tjernivtsi, hvor den russiske fremgang blev standset ved slutningen af 1914 og de var tvunget at trække sig tilbage. Svære kampe med skiftende held blev ført på den Kavkazke front mellem den russiske og den tyrkiske armé. 
På Balkanfronten, blev i 1914 og 1915 ført svære kampe. Den Serbiske armé vandt en stor sejr i kampene ved Cer (august 1914) og kampene ved Kolubar (november-december 1914). Også i 1915 blev der udkæmpet svære kampe på flere fronter, især på Østfronten, hvor den russiske armé led nye svære tab. Antantastyrkerne begyndte i 1915 den såkaldte Dardanel ekspedition, med det mål at tage Dardanellerne og Bosporus fra Tyrkiet, men uden held. 
I starten af 1915 blev der indgået en i London mellem Antanta og Italien, hvor Italien efter at de blev lovet den Slovenske og Kroatiske kyst (Adriaterhavet), erklærede Centralmagterne krig, hvorved der opstod ny front i Europa (fronten ved floden Soča (på jugoslavisk) eller Isonzo (på italiensk)).
På Balkanfronten, efter at Bulgarien trådte ind i krigen i efteråret 1915 på Centralmagternes side, forværredes situationen for Serbien. Den Serbiske arme måtte over Albanien trække sig tilbage på øen Corfu, medens Serbien og Monte Negro blev okkuperet af Centralmagterne. I 1916, blev der på Vestfronten ført de blodigste kampe i den 1. verdenskrig. Der er kampene ved fæstningen Verden og ved floden Somme. I kampen ved Verden faldt på begge sider 600.000 mænd og i kampene ved floden Somme hvor der for første gang blev brugt tanks faldt omkring 1.200.000 soldater.
På Østfronten foretog den russiske arme ny storoffensiv og det lykkedes igen at komme ind i Galicien og Bukovina. Den russiske sejr havde indflydelse på Rumænien som erklærede Centralmagterne krig. Men Rumænien blev hurtigt besejret og okkuperet af Centralmagterne.
I foråret 1916 kom det til det største søslag i første verdenskrig (søslaget ved Jylland) mellem den tyske flåde og Antanta flåden hvor begge parter havde store forlis. Dengang åbnedes ny front på Balkan. Det er den Makedonske front, som strakte sig fra Ohrid til Orfan bugten. 
Allerede ved slutningen af 1916 kunne følgerne af krigens ødelæggelse mærkes, og det kommer til det første tegn på utilfredshed hos befolkningsmasserne og demonstrationer mod krigen hos begge krigsførende parter.

## Krigsoperationer i årene 1917 og 1918 og krigens slutning
Februar revolution i Rusland i 1917, førte til ustabilitet på Østfronten og den tyske arme kom dybt ind i Rusland, tæt ved Petrovgrad. Kerenski regeringen gjorde et nyt offensiv som endte med stort nederlag for den russiske arme. Dette førte til større folkemodstand som fødtes i den socialistiske revolution i oktober, hvor Østfronten derefter ophører med at eksistere. For at bevare frugterne af revolutionen, underskriver den unge sovjetiske stat den 3. marts 1918 fred med Tyskland i Brest-Litovsk.
På de andre fronter i 1917 forblev alt ved det gamle. På den Italienske front ved Koporeto kom den italienske arme ud for store nederlag men den hurtige hjælp fra Antanta armeen redede Italien fra en katastrofe. I 1917 indtræder USA (som indtil da forblev neutral) i krigen på Antanta siden. Grunden til at USA kom ind i krigen var de tyske angreb på de amerikanske skibe, ligesom ønsket om at også USA fik nytte af krigen som nærmede sig enden. Til det store amerikanske arrangement på Vestfronten kommer det først til i 1918.
Om foråret 1918 indleder Tyskland en storoffensiv, med håb om at afgøre krigen til egen fordel, inden den amerikanske arme kommer til Europa. Men, Antanta armeen gik over i modoffensiv med de amerikanske kræfters hjælp. Centralmagtens arme er slået og de er på tilbagetrækning fra alle fronter. I Tyskland, kejser Vilhelm 2. abdicerer, og den nye regering med Maks Badenski på spidsen ønskede våbenstilstand. 
Den 11. november 1918 kapitulerer Tyskland. Nogle få dage tidligere kapitulerer de andre medlemmer af Centralmagten efter Antanta soldaterne kom igennem den Makedonske front. 
Således kapitulerede:

Bulgarien den 29. september 1918

Tyrkiet den 20. oktober 1918

Østrig-Ungarn den 3. november 1918
 
Således ender den 1. verdenskrig med Antanta pagtens sejr.